# Athyrium otophorum
Athyrium otophorum là một loài thực vật có mạch trong họ Woodsiaceae. Loài này được (Miq.) Koidz. miêu tả khoa học đầu tiên năm 1930.

## Hình ảnh

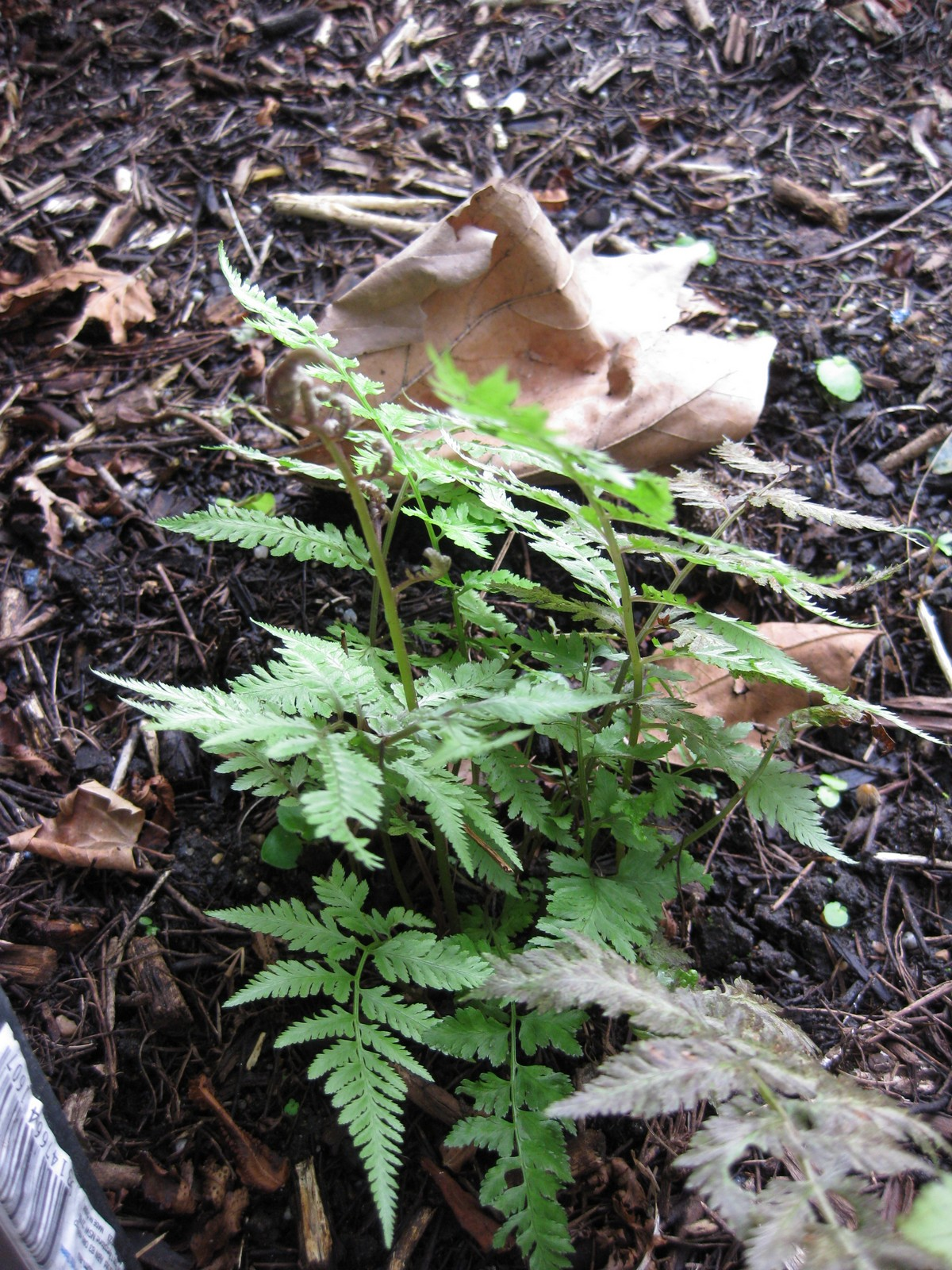
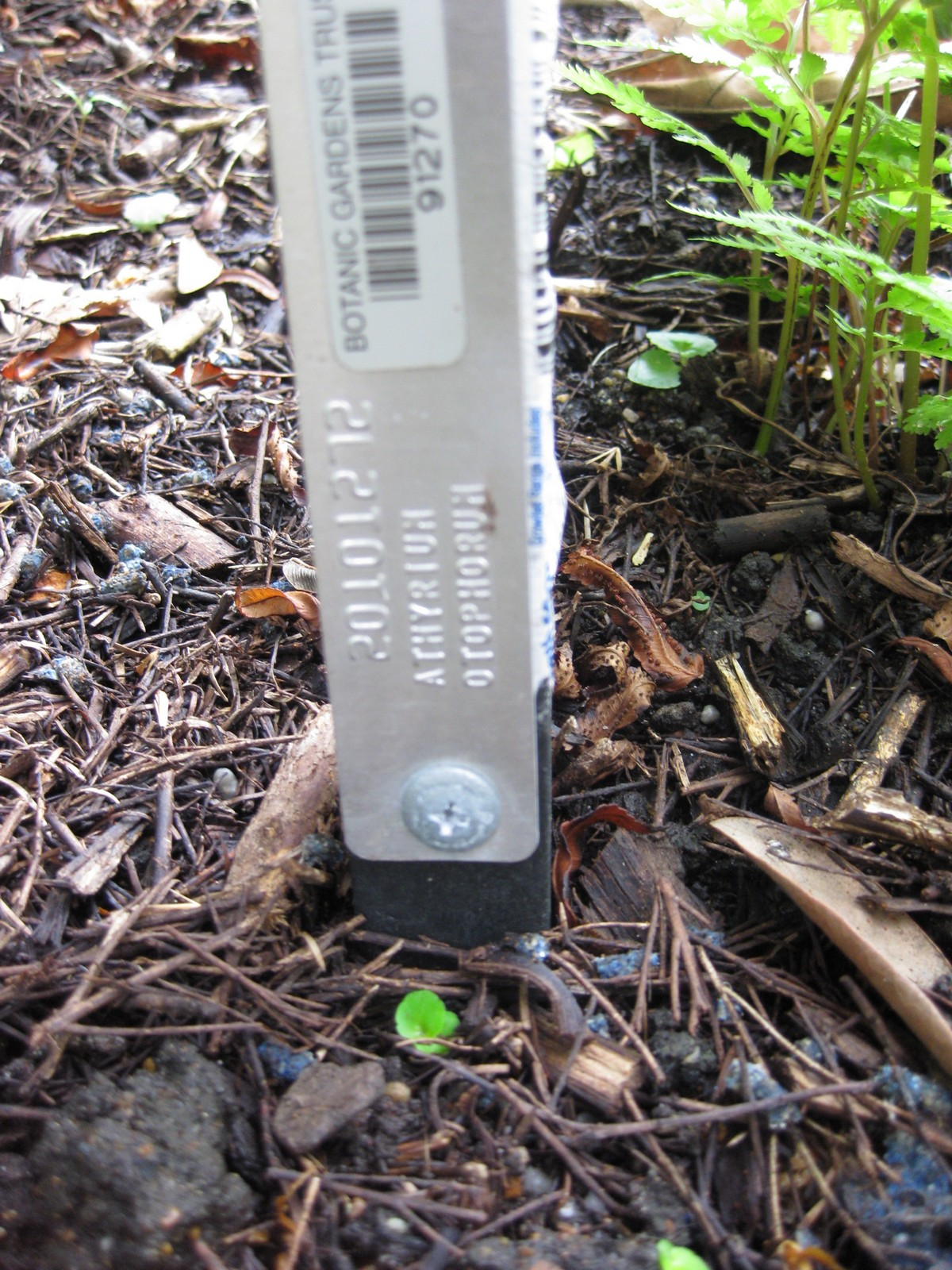